# Tricky
Tricky, właściwie Adrian Nicholas Matthews Thaws (ur. 27 stycznia 1968 w Bristolu) – brytyjski wokalista i producent muzyczny. Były członek zespołu Massive Attack, z którymi współtworzył nurt muzyczny trip hop (bristol sound).

## Tricky i Massive Attack
Jako nastolatek dołączył do dużego soundsystemu o nazwie Wild Bunch, który przekształcił się później w Massive Attack. Z zespołem nagrał dwie płyty: Blue Lines (1991) i Protection (1994). Przed nagraniem drugiej płyty z MA, poznał Martinę Topley-Bird, mającą wówczas zaledwie 16 lat. Topley-Bird zaśpiewała w domu Tricky’ego utwór „Aftermath”, który stanowił podstawę do nagrania pierwszej solowej płyty Tricky’ego pod tytułem Maxinquaye (1995), zatytułowanej tak na cześć zmarłej matki artysty. Płyta, na której znalazło się 12 utworów, w tym 10 wykonywanych wspólnie przez Tricky’ego i Martinę, okazała się nieoczekiwanie komercyjnym sukcesem. Dwa utwory z tej płyty, „Overcome” i „Hell is 'Round the Corner”, inaczej zaaranżowane, znalazły się również rok wcześniej na płycie Protection Massive Attack, pod tytułami „Karmacoma” i „Eurochild” – na obu Tricky śpiewa wraz z Robertem del Nają.

## Kariera solowa
W 1995 roku Tricky poznał Björk, z którą miał przelotny romans. Napisał dwa utwory do jej płyty Post: Enjoy i Headphones. Bjork pojawiła się natomiast jako wokalistka w dwóch utworach (Keep Your Mouth Shut i Yoga) na drugiej solowej płycie Tricky’ego: Nearly God. Poza Bjork do współpracy przy Nearly God, Tricky zaprosił Cath Coffey, Terry’ego Halla, tak uznane wokalistki jak Neneh Cherry i Alison Moyet oraz po raz drugi Martinę. Wraz z Neneh Cherry planował zrealizowanie EP, ostatecznie jednak decyzją Virgin Records z 10 wspólnych nagrań ukazało się zaledwie 5 (z czego 4 jako b-sidy). W roku 1996 oprócz Nearly God, Tricky wydał drugą płytę Pre-Millennium Tension, na której śpiewa sam lub z Martiną. Płyta charakteryzująca się schizofrenicznym, bardzo ciężkim brzmieniem, zawiera wiele odniesień do rastafarianizmu. Została przyjęta przez publiczność zdecydowanie chłodniej niż dwa wcześniejsze krążki. Po dwuletniej przerwie, Tricky powrócił z albumem Angels With Dirty Faces. Ponownie większość kompozycji wykonuje duet Tricky-Martina. Najbardziej „przebojowy” kawałek na płycie Broken Homes, Tricky śpiewa wraz z PJ Harvey. Rok 1999 przyniósł 5. płytę w dyskografii Tricky’ego – Juxtapose, nagraną przy współpracy z DJ Muggs i Grease (DMX). To pierwsza płyta, na której zabrakło śpiewającej Martiny. Pojawia się za to wielu innych artystów w duetach z Trickym, między innymi brytyjski raper Mad Dog. Jesienią 1999 roku Tricky przeprosił swoich fanów za tę płytę uznając ją za totalne nieporozumienie.
W 2001 roku została wydana płyta Blowback. Obok wielu mało znanych artystów, na płycie pojawiają się takie gwiazdy jak Anthony Kiedis i John Frusciante z Red Hot Chili Peppers (w utworze Girls), Cyndi Lauper (w Five Days) i Alanis Morissette (w Excess). Siódma płyta Tricky’ego, z roku 2003 nosi tytuł Vulnerable, co po polsku znaczy „łatwo ulegający zranieniu” czy też „podatny na zranienie”. Tytuł płyty, Tricky skomentował w następujący sposób: Nazwałem ten album „Vulnerable” ponieważ to moja najszczersza płyta. Nagrywając tę płytę przestałem się ukrywać i pozwoliłem by ludzie zobaczyli inne strony mojej osobowości. Wszystkie utwory na płycie, z wyjątkiem jednego, Tricky wykonuje wraz z włoską wokalistką Costanzą Francavillą. Na płycie znalazły się dwa covery: Dear God XTC i The Lovecats The Cure. Ostatni album Tricky’ego, Knowle West Boy, został wydany w czerwcu 2008 roku w Europie oraz we wrześniu 2008 roku w Stanach Zjednoczonych. Pierwszym singlem był utwór Council Estate. W wywiadzie dla The Skinny w czerwcu 2008 roku, Tricky oznajmił, że opóźnienie premiery albumu spowodował Bernard Butler, który domagał się współautorstwa płyty, mimo że jego pomysły zostały odrzucone przez Tricky’ego. Latem 2010 roku, podczas trasy koncertowej po letnich festiwalach muzycznych, Tricky zapowiedział wydanie nowego albumu, który zatytułował Mixed Race. Album został w całości wyprodukowany przez Tricky’ego, w jego domu w Paryżu. Ukazał się 27 września nakładem Domino Records. W 2023 r. wydano When It's Going Wrong - wyprodukowany przez Tricky'ego album polskiej wokalistki Marty Złakowskiej .

## Dyskografia
Albumy solowe
- Maxinquaye (1995) #3 UK
- Nearly God (1996) #10 UK
- Pre-Millennium Tension (1996) #30 UK, #140 US
- Angels With Dirty Faces (1998) #23 UK, #84 US
- Juxtapose (1999) #22 UK, #182 US
- Blowback (2001) #34 UK, #138 US
- Vulnerable (2003)
- Knowle West Boy (2008) #63 UK, #147 US
- Mixed Race (2010) #118 UK
- False Idols (2013)
- Adrian Thaws (2014)
- Skilled Mechanics (2016)
- Ununiform (2017)
- Fall to Pieces (2020)

Kompilacje
- A Ruff Guide (2002)
- Queen Of The Damned- The Soundtrack (2002)
- Skins- The Soundtrack (2007)

Pozostałe
- Tricky meets South Rakkas Crew (2009 Domino Recording London)